# لي بيري
لي بيري (بالإنجليزية: Lee Perry)‏ هو ممثل أسترالي، ولد في 16 ديسمبر 1959 في أستراليا.

## أعمال

### أفلام
- (2015)  فيوري رود[4][5][6][7][8]

## وصلات خارجية
- لي بيري على موقع IMDb (الإنجليزية)
- لي بيري على موقع ميوزك برينز (الإنجليزية)
- لي بيري على موقع ديسكوغز (الإنجليزية)
- لي بيري على موقع قاعدة بيانات الفيلم (الإنجليزية)